# Nemesia santeulalia
Nemesia santeulalia is een spinnensoort in de taxonomische indeling van de bruine klapdeurspinnen (Nemesiidae).
Nemesia santeulalia werd in 2005 beschreven door Decae.